# Bourbonnais

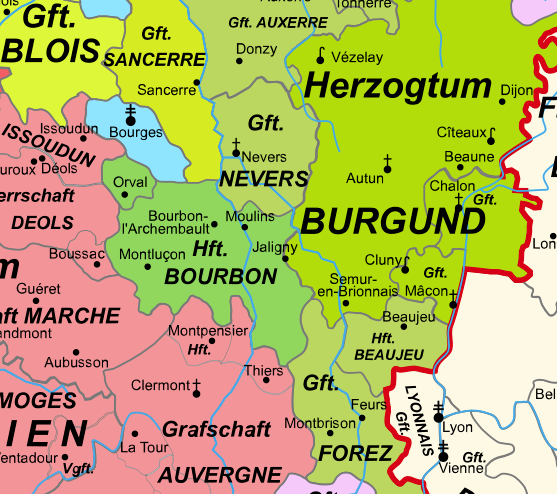
Grafschaft Bourbonnais und Nachbargebiete im 12. Jh.

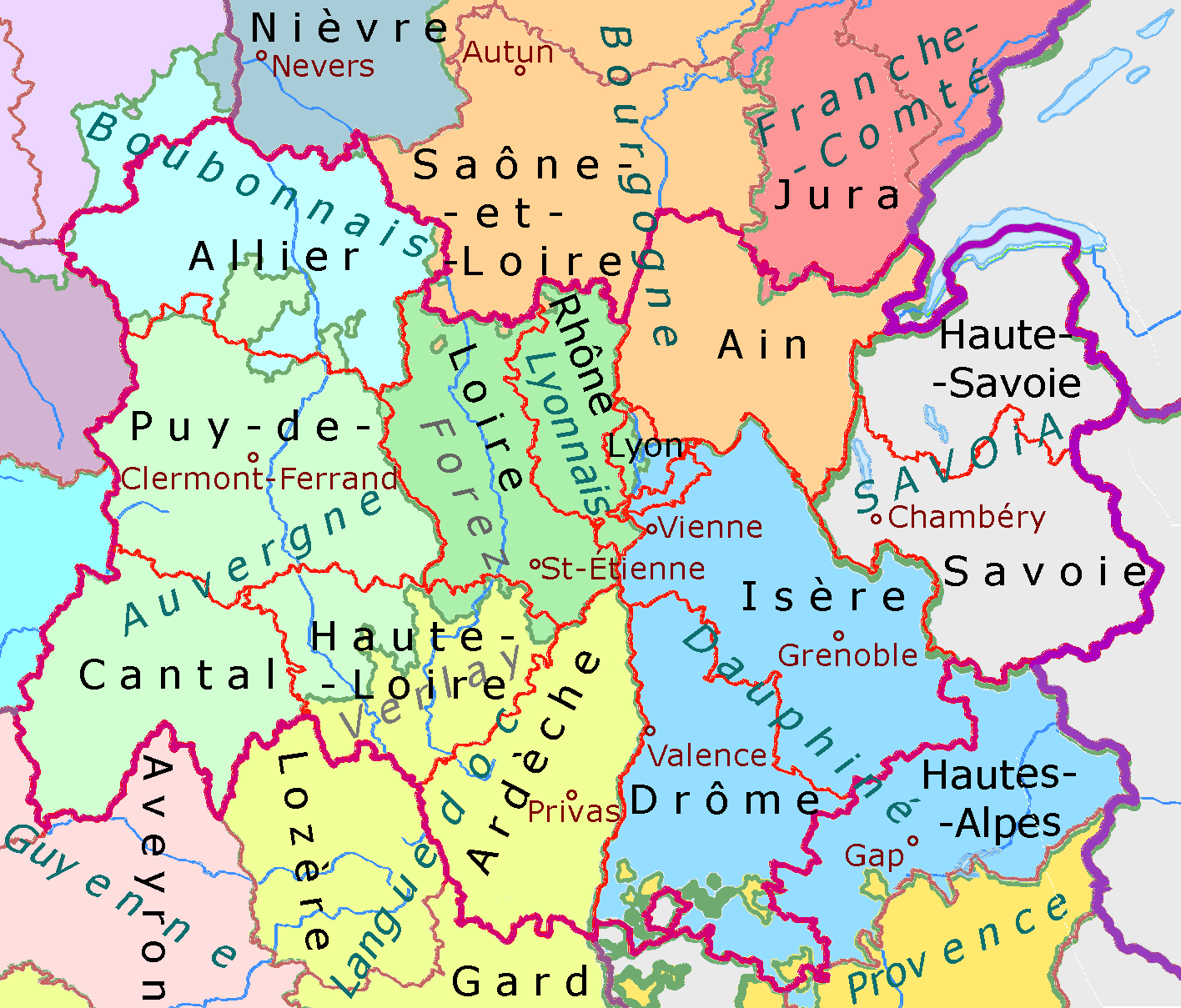
Das Bourbonnais im Nordwesten der heutigen Region Auvergne-Rhône-Alpes

Das Bourbonnais ist eine historische Landschaft in Mittelfrankreich, im Mittelalter war es eine Grafschaft, in der Zeit des Absolutismus eine Provinz. 

## Lage
Das Bourbonnais erstreckte sich links der Loire und wurde umgeben von den historischen Provinzen 
- Nivernais im Norden,
- Burgund im Nordosten,
- Lyonnais im Südosten,
- Auvergne im Süden und
- Berry im Westen.

Heute gehört es mit seinem Hauptort Moulins größtenteils zum Département Allier in der 1961 geschaffenen Region Auvergne, die 2016 in der Region Auvergne-Rhône-Alpes aufging. Die übrigen Gebiete wurden den Départements Puy-de-Dôme, Creuse (in der Region Nouvelle-Aquitaine) und Cher (in der Region Centre-Val de Loire) zugeteilt. Das Bourbonnais umfasste vor seiner Auflösung 1791 8.039 km² mit 285.000 Einwohnern. Neben der ehemaligen Hauptstadt sind Montluçon und Vichy weitere bedeutende Orte. Durch die Region fließen die Flüsse Loire, Allier und Cher. 

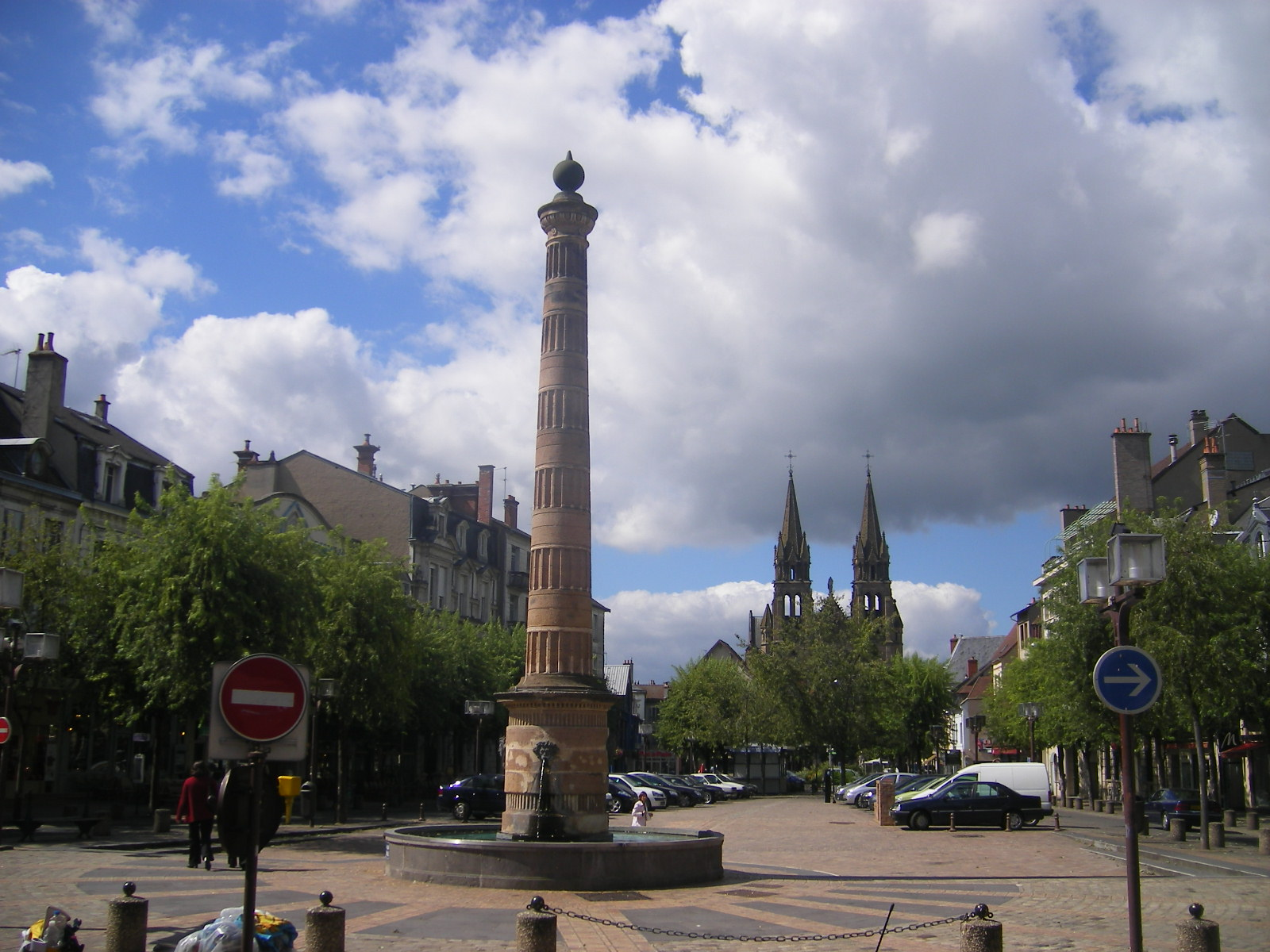
Moulins, Hauptort des Bourbonnais

Das Bourbonnais gliedert sich in folgende Landschaften, die heute noch oft in den Namen der Gemeindeverbände (französisch: communauté de communes) zu finden sind:
- Limagne Bourbonnaise im Süden der Provinz, links des Flusses Allier, Hauptort Gannat
- Montagne Bourbonnaise im Süden der Provinz, rechts des Flusses Allier, Hauptort Vichy
- Bocage Bourbonnais im Norden der Provinz, links des Flusses Allier, Hauptort Montluçon
- Sologne Bourbonnaise im Norden der Provinz, rechts des Flusses Allier, Hauptort Moulins

## Geschichte
Im Mittelalter gehörte die Provinz der Grafschaft Bourges an. Zur Mitte des 13. Jahrhunderts kam das Bourbonnais unter den Einfluss des Herzogs von Burgund, aber durch eine weibliche Erbfolge gelangte das Gebiet schließlich in den Besitz des kapetingischen Prinzen Robert, des jüngsten Sohnes König Ludwigs IX. des Heiligen.